# Bischofspalast von Astorga

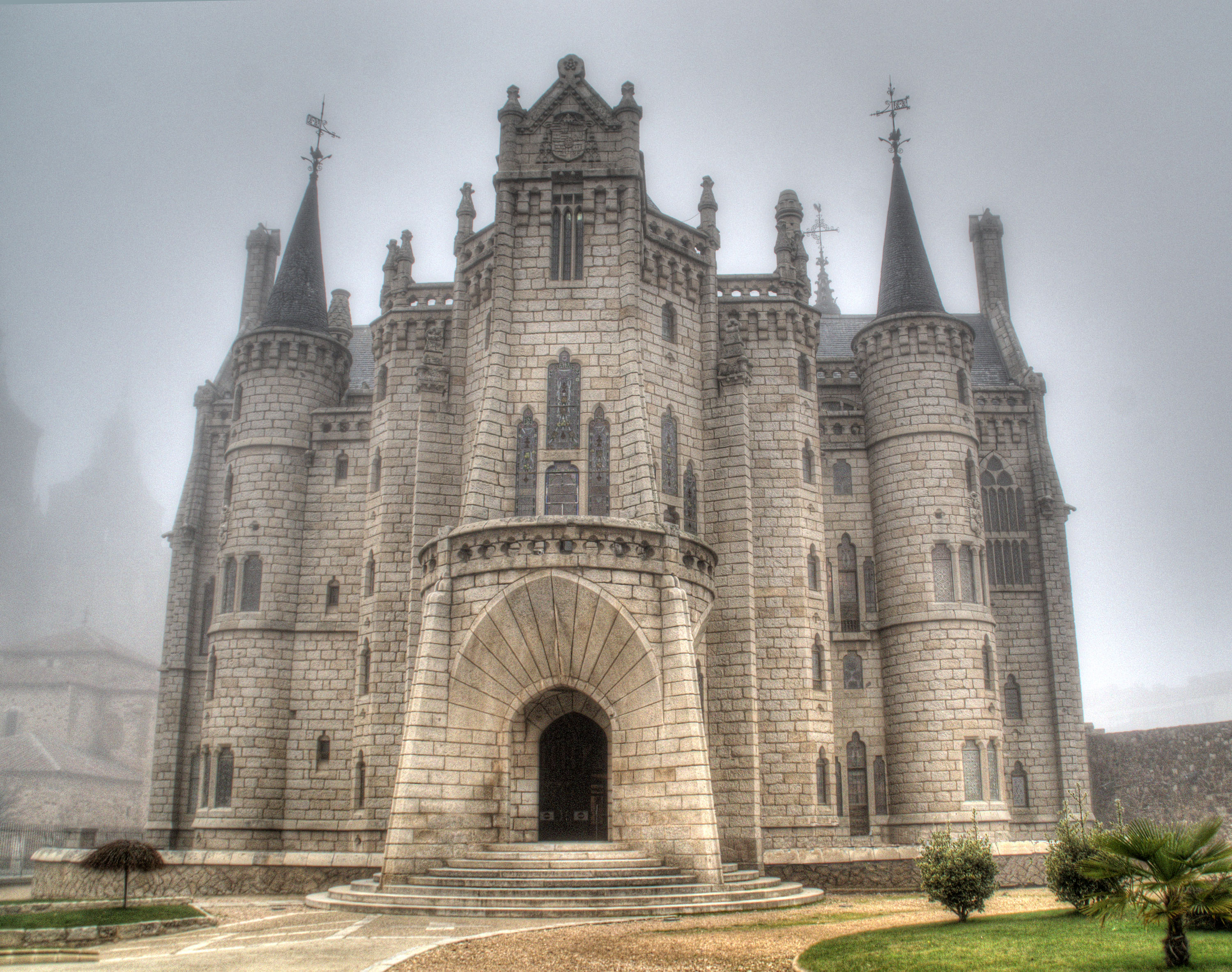
Südseite, Haupteingang

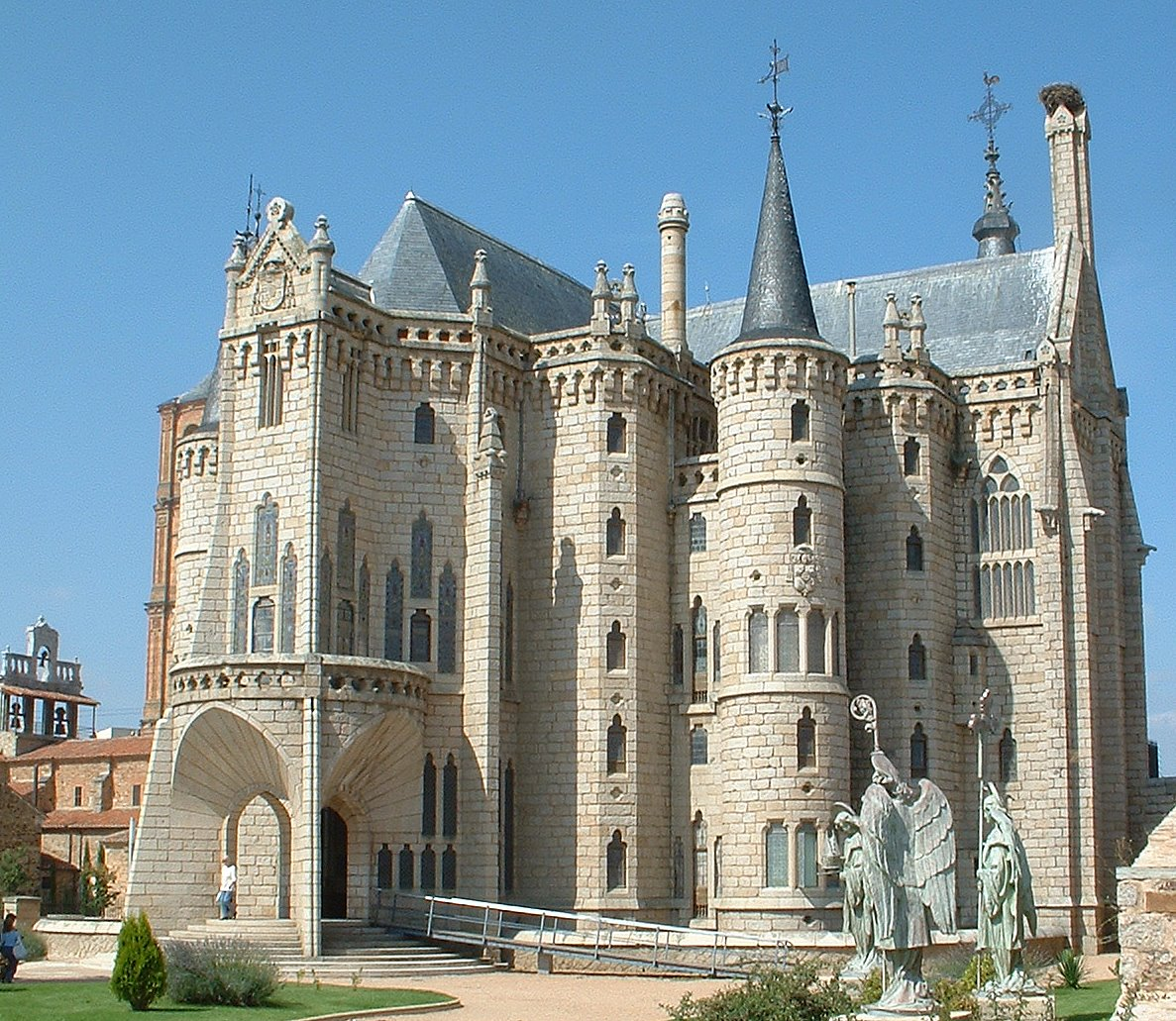
Blick von Süden; rechts unten: zwei der drei Engelsfiguren im Garten

Der Bischofspalast von Astorga ist eines von nur drei Bauwerken, die Antoni Gaudí außerhalb Kataloniens verwirklicht hat.

## Geografische Lage
Der Bischofspalast von Astorga liegt südlich der Kathedrale von Astorga im Zentrum der Stadt Astorga in der Provinz León in der Autonomen Gemeinschaft Kastilien-León.

## Geschichte

### Erste Bauphase: 1887–1893

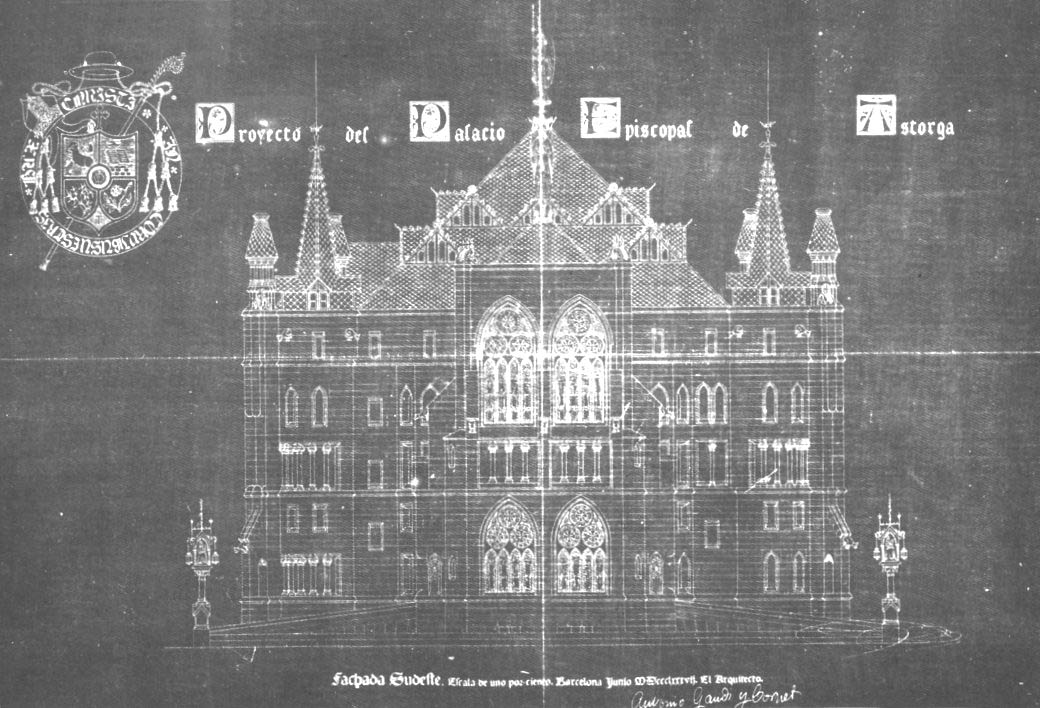
Erster Entwurf von Gaudí, 1887

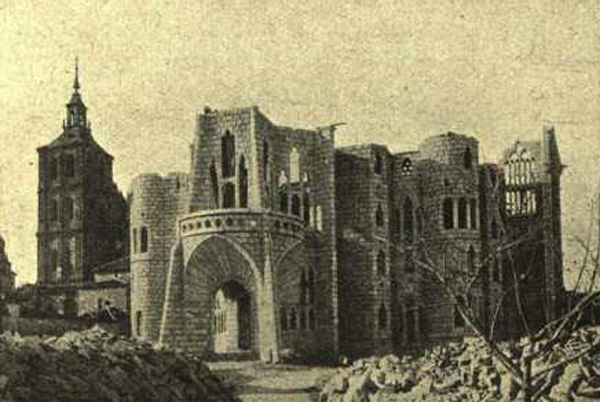
Baustelle vor 1893

Kurz nach dem Amtsantritt von Bautista Grau y Vallespinós als Bischof von Astorga 1886 brannte der Bischofspalast ab und ein Neubau war erforderlich. Grau war, ebenso wie Gaudí, Katalane und schätzte dessen „modernen“ Ansatz. Sie kannten sich mindestens seit 1879. Dem Domkapitel, das das Geld für den Bau organisieren musste, waren die Vorstellungen von Gaudí aber viel zu modern und es leistete Widerstand. Der Bischof setzte sich aber durch, und der Bau begann. Da der Staat den Bau des Gebäudes zu einem erheblichen Teil finanzierte, musste dem Entwurf auch die Königliche Akademie der Schönen Künste San Fernando zustimmen, was zu weiteren ausführlichen Diskussionen und Änderungen am ursprünglichen Entwurf von 1887 führte. Weitere Planänderungen nahm Gaudí während des Baus vor, was für seine Arbeitsweise nicht ungewöhnlich war. Während Bischof Grau dafür plädierte, die konstruktiven Materialien auch zu zeigen, wollte Gaudí das nicht, mit dem – typisch zeitgenössischen – Argument, dass der „vornehmere“ Naturstein bei einem Gebäude dieser Art angezeigt sei. Bischof Grau verstarb 1893. Dem Gebäude fehlten zu diesem Zeitpunkt noch der zweite Stock und das Dach. Es kam zu einem Baustopp und Gaudí gab das Projekt auf. Es blieb unter den nächsten drei Bischöfen von Astorga unvollendet liegen.

### Zweite Bauphase: 1905–1914
Erst mit dem Amtsantritt von Bischof Julián de Diego y García Alcolea (1904–1913) kam ab 1905 wieder Schwung in die Sache. Zunächst versuchte er – vergeblich – Gaudí wieder für das Projekt zu gewinnen. Der aber lehnte ab. So wurde der Madrider Architekt Ricardo García Guereta mit der Aufgabe betraut, ohne auf die Planung Gaudís zurückgreifen zu können. Bis 1914 vollendete er das Gebäude. 1913 allerdings verließ Bischof Julián de Diego y García Alcolea die Diözese und übernahm das Bistum Salamanca.

### Nutzung
Der neue Bischof aber, Antonio Senso Lázaro (1913–1941), wollte den neuen Bischofspalast nicht nutzen. So stand das Gebäude viele Jahre lang leer. Der „Bischofspalast“ diente ab 1936 im Spanischen Bürgerkrieg als örtliches Hauptquartier des Militärs. 1963 wurde hier das Museo de los Caminos (Museum des Jakobswegs) eingerichtet. Auch heute wird es weiterhin rein museal genutzt. Ein Bischof hat hier also nie residiert.

## Gebäude

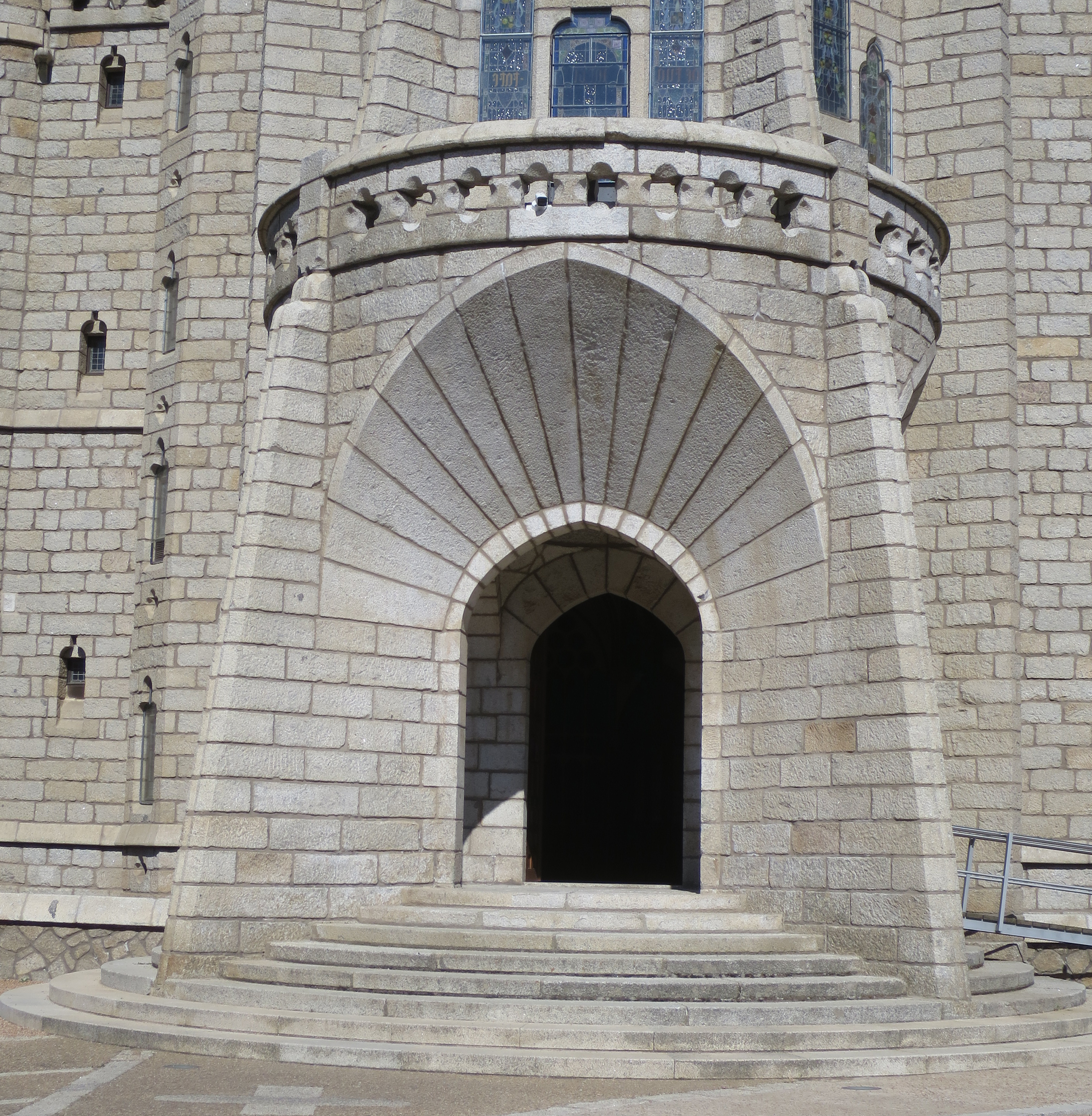
Eingang

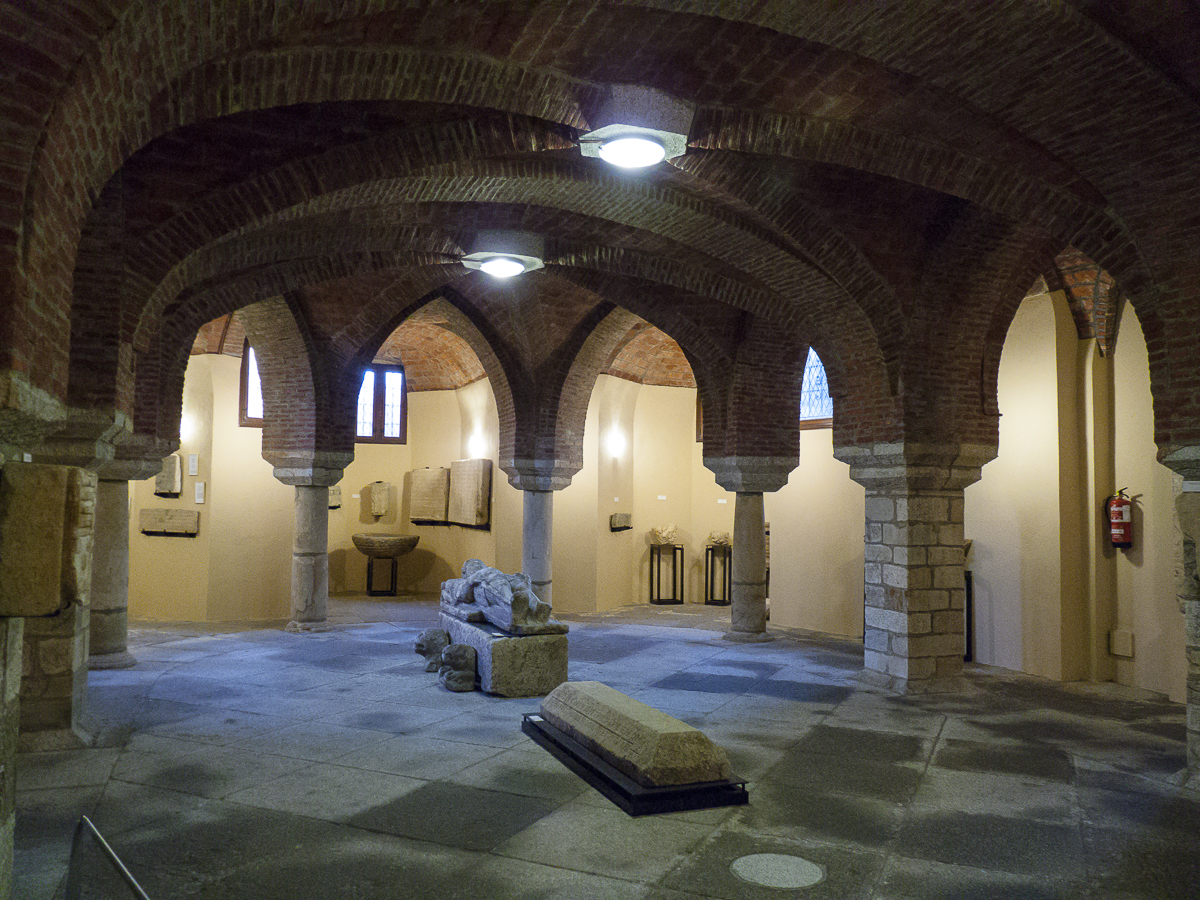
Keller

Grau und Gaudì entschieden sich dafür, die Anlage in neugotischem Stil zu errichten. Sie bleibt, trotz Anklängen an den Jugendstil, weitestgehend dem traditionellen Formenkanon der Neugotik verpflichtet: „Der Palast ist Heim für ein etwas pedantisch-akademisches Schneewittchen“.

### Organisation des Gebäudes
Der Grundriss beruht auf einem griechischen Kreuz, ist vierflügelig und in die Ecken ist je ein runder Turm eingestellt. Der Turm in der Nordecke hat einen etwas größeren Durchmesser, führt eine Wendeltreppe, die Haupttreppe des Gebäudes. Die Anlage ist von einem „Burggraben“ umgeben, der auch die Funktion hat, das Kellergeschoss so zu belichten, dass es als Vollgeschoss genutzt werden kann. Hier sollten vor allem Wirtschaftsräume untergebracht werden, Küche, Weinkeller und das Archiv. Bei einer späteren Umplanung wurde hier auch ein kleines Museum vorgesehen, da Bischof Grau auch starke historische Interessen verfolgte. Im Erdgeschoss sollten Büroräume und der Hauptmitarbeiter der Diözese für Rechtsfragen untergebracht werden. Im ersten Stock waren das Büro des Bischofs, seine Wohnräume, ein Thronsaal, die Hauskapelle, der Speiseraum und zwei Gästezimmer untergebracht, im zweiten Stock Gästeapartments und die Bibliothek.

### Äußeres Erscheinungsbild
Das äußere Erscheinungsbild ist durch neogotische Formen mit einer Linienführung, die den Jugendstil vorwegnimmt, ein burgartiges Erscheinungsbild und den weißen Granit aus der Nähe von El Bierzo geprägt, der das Gebäude verkleidet. Es ist „ein Schloß auf dem Mond“ und erinnert an das Schloss Neuschwanstein oder Cinderella’s Castle in Disneyland.
Prägend für die südliche, die Hauptfassade ist der vorgelagerte Portikus, dessen drei Bögen (je einer nach Westen, Süden und Osten) sich trichterförmig öffnen. Die Gestaltung erinnert an zeitgleich entstandene Métro-Eingänge des Jugendstils in Paris.

### Inneres
Traditionell war es in Residenzen des Adels und des hohen Klerus oft üblich, die Räume um einen zentralen Hof anzuordnen. Gaudí hält sich im Prinzip an diese Organisation eines solchen Gebäudes. Allerdings liegen hier im Erdgeschoss und im ersten Stock die Räume jeweils um eine zentrale Halle, wobei die Halle des ersten Stocks bis in das zweite Geschoss hinaufreicht. Das Bild wird in den beiden Hauptstockwerken durch spitzbogige Gewölbe dominiert, die auf Granitsäulen ruhen und deren Rippen – ebenso wie Kamin-, Tür- und einige Fenstergewände – aus rötlichen, teils auch glasierten Formziegeln bestehen, während die Kalotten der Gewölbe verputzt und weiß gestrichen sind. Die Gewölberippen werden teilweise auf dem Verputz auch von Ornamentbändern in Sgraffitotechnik begleitet. Dies ergibt einen Raumeindruck der an hanseatische Rathäuser erinnert. Zahlreiche Fenster sind mit farbigem Glas ausgestattet.
Das Kellergeschoss präsentiert sich heute als große Halle, mit Ziegelgewölben überwölbt, die auf gemauerten Steinpfeilern stehen.

### Gartenanlage
Aufgrund der Größe des zur Verfügung stehenden Grundstücks war die – von Anfang an vorgesehene – Parkanlage nur von bescheidenem Umfang. Der Platz wurde weiter dadurch eingeschränkt, dass hier ein Besucherzentrum errichtet wurde. Der Garten ist heute modern und sehr zurückhaltend gestaltet. Hier stehen drei Engels-Figuren aus Zinkblech (mit einer Eisenkonstruktion im Inneren), die ursprünglich der Dachbekrönung des Palastes dienen sollten. Sie wurden 1914, aber nach den 20 Jahre älteren Originalentwürfen Gaudís, geschaffen, aber nie auf dem Dach montiert. Seit 1970 stehen sie im Garten.

## Wissenswert
Der Bischofspalast von Astorga ist eines von drei Werken, die Antoni Gaudí außerhalb von Katalonien geschaffen hat. Die anderen sind die Casa Botines und die Villa Quijano in Kantabrien.